# Leupratsried
Leupratsried ist ein Weiler und Ortsteil der kreisfreien Stadt Kempten (Allgäu).
Eine frühe Erwähnung des Ortes war 1374 als „Lutprandsried“. Der Ortsname bedeutet Rodung des Luitprant. 1444 verkaufte der Wagegger Herrscher Heinrich von Eisenburg „Leipratzried“ an einen Augsburger Bürger. 1525 wurde der Ort während des Deutschen Bauernkriegs eingeäschert. Ein Jahr darauf unterzeichneten Einwohner und Grundbesitzer von Leupratsried den Memminger Vertrag.
1559 tauschte das Fürststift Kempten die Güter und Leibeigenen von Leupratsried gegen einen Haldenwanger Besitz ein.
1777 wurde die Kapelle St. Marien geweiht. 1798 kam es zur Vereinödung zusammen mit Leubas.
Im Jahr 1819, ein Jahr nach der Bildung der Ruralgemeinde Sankt Mang, bestand Leupratsried aus 7 Anwesen mit 30 Bewohnern, diese gehörten zur Hauptmannschaft Leubas. 1900 gab es im Ort 6 Anwesen mit 26 Bewohnern.
Im August 1954 lebten in dem Weiler insgesamt 47 Einwohner. 1972 wurde Leupratsried als Ortsteil der Ruralgemeinde Sankt Mang nach Kempten umgegliedert. Bis 1987 erhöhte sich die Einwohnerzahl auf 69.